# Giải bóng đá trong nhà vô địch quốc gia Việt Nam
Giải bóng đá trong nhà vô địch quốc gia Việt Nam (hay còn gọi là Giải Futsal Vô địch Quốc gia - Cúp HDBank vì lý do tài trợ) là giải bóng đá futsal do Liên đoàn bóng đá Việt Nam tổ chức hàng năm, được tổ chức lần đầu tiên năm 2007. Câu lạc bộ Dilmah Hà Nội trở thành đội đầu tiên đoạt ngôi vô địch quốc gia Futsal sau khi giành chiến thắng 6-1 trước Báo Công an Thành phố Phường 15, Quận 11 trong trận chung kết Giải bóng đá trong nhà vô địch quốc gia 2007.
Kể từ mùa giải 2015, Giải bóng đá trong nhà vô địch quốc gia Việt Nam sẽ bắt đầu thi đấu theo thể thức League. Mục đích là nhằm đảm bảo cho các đội có thêm cơ hội được thi đấu nhiều hơn cũng như đưa futsal Việt Nam từng bước hòa nhập vào sự phát triển chung của futsal châu lục và thế giới. Mùa giải 2020 có 11 đội bóng tham dự giải.
Từ mùa giải 2023 trở đi, các câu lạc bộ sẽ thi đấu theo thể thức sân nhà - sân khách, đồng thời được đăng ký một cầu thủ ngoại và một cầu thủ Việt kiều chưa có quốc tịch Việt Nam (suất cầu thủ này không ảnh hưởng đến suất ngoại binh của các câu lạc bộ).

## Lịch sử
| Mùa giải | Đội vô địch          | Đội hạng nhì                             | Đội hạng ba                        |
| -------- | -------------------- | ---------------------------------------- | ---------------------------------- |
| 2025     | Thái Sơn Nam–TPHCM14 | Thái Sơn Bắc                             | Sahako                             |
| 2024     | Thái Sơn Nam–TPHCM13 | Thái Sơn Bắc                             | Sahako                             |
| 2023     | Thái Sơn Nam–TPHCM12 | Sahako                                   | Thái Sơn Bắc                       |
| 2022     | Sahako               | Thái Sơn Nam                             | Sài Gòn                            |
| 2021     | Thái Sơn Nam11       | Sahako                                   | Zetbit Sài Gòn                     |
| 2020     | Thái Sơn Nam10       | Sahako                                   | Sanvinest Sanatech Khánh Hòa       |
| 2019     | Thái Sơn Nam9        | Sahako                                   | Sanvinest Sanatech Khánh Hòa       |
| 2018     | Thái Sơn Nam8        | Sannatech Sanest Khánh Hòa               | Hải Phương Nam Đại Học Gia Định    |
| 2017     | Thái Sơn Nam7        | Sannatech Khánh Hòa                      | Hải Phương Nam Phú Nhuận           |
| 2016     | Thái Sơn Nam6        | Sanna Khánh Hòa                          | Sannatech Khánh Hòa                |
| 2015     | Sanna Khánh Hòa      | Thái Sơn Bắc                             | Thái Sơn Nam                       |
| 2014     | Thái Sơn Nam5        | Sannatech Khánh Hòa                      | Thái Sơn Bắc và Sanna Khánh Hòa    |
| 2013     | Thái Sơn Nam4        | Sanna Khánh Hòa                          | Thái Sơn Bắc và Sanatech Khánh Hòa |
| 2012     | Thái Sơn Nam3        | Sanna Khánh Hòa                          | Thái Sơn Bắc                       |
| 2011     | Tâm Nhật Minh        | Thái Sơn Nam                             | Tân Hiệp Hưng và Thái Sơn Bắc      |
| 2010     | Thái Sơn Bắc         | Tâm Nhật Minh                            | Hoàng Thư Đà Nẵng và Thái Sơn Nam  |
| 2009     | Thái Sơn Nam2        | Hoàng Thư Đà Nẵng                        | Đất Lành                           |
| 2008     | Thái Sơn Nam         | Thái Sơn Bắc                             | Hoàng Thư Đà Nẵng                  |
| 2007     | Dilmah Hà Nội        | Báo Công an Thành phố Phường 15, Quận 11 | Dulhal Tiền Giang và Cà Mau        |

## Xếp hạng thành tích các đội bóng
| Thứ hạng | Đội bóng                      | Vô địch                                                                            | Hạng nhì               | Hạng ba                      |
| -------- | ----------------------------- | ---------------------------------------------------------------------------------- | ---------------------- | ---------------------------- |
| 1        | Thái Sơn Nam                  | 2008, 2009, 2012, 2013, 2014, 2016, 2017, 2018, 2019, 2020, 2021, 2023, 2024, 2025 | 2011, 2022             | 2010, 2015                   |
| 2        | Thái Sơn Bắc                  | 2010                                                                               | 2008, 2015, 2024, 2025 | 2011, 2012, 2013, 2014, 2023 |
| 3        | Sanvinest Sanatech Khánh Hòaa | 2011                                                                               | 2010, 2014, 2017, 2018 | 2013, 2016, 2019, 2020       |
| 4        | Sahakob                       | 2022                                                                               | 2019, 2020, 2021, 2023 | 2017, 2018, 2024, 2025       |
| 5        | Sanna Khánh Hòa               | 2015                                                                               | 2012, 2013, 2016       | 2014                         |
| 6        | Dilmah Hà Nội                 | 2007                                                                               |                        |                              |
| 7        | Hoàng Thư Đà Nẵng             |                                                                                    | 2009                   | 2008, 2010                   |
| 8        | Báo Công an Thành phố         |                                                                                    | 2007                   |                              |
| 9        | Zetbit Sài Gònc               |                                                                                    |                        | 2021, 2022                   |
| 10       | Đất Lành                      |                                                                                    |                        | 2009                         |
| 10       | Dulhal Tiền Giang             |                                                                                    |                        | 2007                         |
| 10       | Cà Mau                        |                                                                                    |                        | 2007                         |
| 10       | Tân Hiệp Hưng                 |                                                                                    |                        | 2011                         |

Chú thích
a Đội Sanvinest Sanatech Khánh Hòa trước đây còn gọi Sannatech Khánh Hòa/Tâm Nhật Minh
b Đội Sahako trước đây còn gọi Hải Phương Nam Phú Nhuận/Hải Phương Nam - Đại Học Gia Định.
c Đội Zetbit Sài Gòn trước đây còn gọi Kardiachain Sài Gòn FC/Sài Gòn FC.

## Các đội bóng hiện tại
Danh sách 8 đội tham dự Giải bóng đá trong nhà vô địch quốc gia 2025, bao gồm:
- Thái Sơn Nam–TPHCM
- Sahako
- Thái Sơn Bắc
- Tân Hiệp Hưng
- Hà Nội
- Sài Gòn Titans
- Trẻ Thành phố Hồ Chí Minh
- Luxury Hạ Long

## Truyền hình
| Năm         | Kênh phát sóng          | Ứng dụng trực tuyến                   |
| ----------- | ----------------------- | ------------------------------------- |
| 2017 - 2022 | VTC3, VTC8, VOVTV       | VTC Now, VOV Live                     |
| 2023 - 2024 | ON Football, VTC3, VTC4 | ON Plus, VTVcab ON, VOV Live, VTC Now |
| 2025 - 2029 | Truyền hình Q.net       | Msky                                  |